# Karmadame
«Karmadame» es el tercer sencillo de la banda de rock alternativa mexicana Zoé desprendió del álbum Sonidos de karmática resonancia. La canción salió a la luz el 10 de septiembre del 2020 y dos días antes del lanzamiento del videoclip se lanzaron 4 teasers del mismo video para dar promoción antes del vídeo oficial. El día de estreno obtuvo 450,000 visitas en YouTube.

## Historia
Según León Larregui la canción significa que se explora la energía contenida en el karma, esa —mística y misteriosa— sensación que a todos se nos ha presentado en la vida.
El videoclip estuvo dirigido por Diego Vargas y León Larregui, quienes utilizaron los elementos visuales perfectos para realzar la melodía.

## Lista de canciones

### Descarga digital[11]
| Karmadame — Single |             |          |  |
| N.º                | Título      | Duración |  |
| 1.                 | «Karmadame» | 4:45     |  |